# Акбари, Амир
Амир Хусейн Акбари Фартхуни (род. 26 января 1992, Исфахан) — иранский игрок в пляжный футбол. Выступает за сборную Ирана. Участник пяти чемпионатов мира.

## Биография
Родился и вырос в Исфахане. Начал заниматься футболом в 8 лет, но вскоре бросил. В университете учился по специализации «материаловедение», но затем перевелся на факультет питания. В конце 2000-х ему поступило предложение поиграть в пляжный футбол. Выступал за клуб «Омран Сазан» в чемпионате Ирана по пляжному футболу, после чего получил приглашение защищать цвета иранской сборной.
Первым крупным турниром 19-летнего футболиста в составе сборной Ирана стал чемпионат мира 2011 года в Равенне. Впоследствии играл на мундиалях 2013, 2015, 2017, 2024 годов.
На клубом уровне, кроме «Омран Сазан», защищал цвета местных команд «Дая Навардан», «Парс Джануби», «Шахриар Сари», «Могхавемат Гользапуша», а также за испанского «Леванте» и российского «Локомотива».
В 2016 году его гол на Межконтинентальном кубке был номинирован на звание лучшего гола года в пляжном футболе.
По итогам 2021 и 2023 годов включался в число 100 лучших игроков в пляжный футбол по версии Всемирной организации пляжного футбола.

## Достижения
Сборная Ирана
- Бронзовый призёр чемпионата мира: 2017, 2024
- Победитель Кубка Азии: 2013, 2017, 2023[6][7][8]
- Бронзовый призёр Кубка Азии: 2015[9]
- Бронзовый призёр Всемирных пляжных игр: 2019
- Победитель Пляжных Азиатских игр: 2014[10]
- Победитель Кубка Персии: 2017[11]
- Победитель Межконтинентального кубка: 2013, 2018, 2019, 2022
- Финалист Кубка Наций: 2023
- Победитель Кубка Дружбы: 2015[12]
- Победитель Кубка Ордос: 2016[13]

На клубном уровне
- Чемпион Ирана: 2016 (Парс Джануби)[14]
- Финалист Клубного Мундиалито: 2017 (Парс Джануби)[15]

Индивидуальные
- Лучший игрок Кубка Персии: 2017[11]
- Лучший игрок Межконтинентального кубка: 2022[16]
- Лучший бомбардир Межконтинентального кубка: 2019[17]
- Лучший бомбардир Кубка Дружбы: 2015[12]
- Лучший игрок Кубка Ордос: 2016[13]
- Лучший бомбардир Кубка Ордос: 2016[13]